# كريكيون الأعالي
كريكيون الأعالي (الاسم العلمي:Corycium alticola) هو نوع من النباتات يتبع جنس الكريكيون من الفصيلة السحلبية.